# Goetghebueria
Goetghebueria är ett släkte av tvåvingar. Goetghebueria ingår i familjen fjädermyggor.
Kladogram enligt Catalogue of Life:
| Goetghebueria | \| \| Goetghebueria fasciata \| \| \| \| \| \| Goetghebueria piligera \| \| \| \| |
|               | \| \| Goetghebueria fasciata \| \| \| \| \| \| Goetghebueria piligera \| \| \| \| |
|               | Goetghebueria fasciata                                                            |
|               |                                                                                   |
|               | Goetghebueria piligera                                                            |
|               |                                                                                   |